# Eburophora octoguttata
Eburophora octoguttata är en skalbaggsart som beskrevs av White 1855. Eburophora octoguttata ingår i släktet Eburophora och familjen långhorningar. Inga underarter finns listade i Catalogue of Life.